# Грацилевский, Иван Михайлович
Иван Грацилевский (1794—1838) — русский филолог-востоковед, один из первых русских иранистов; педагог.

## Биография
Родившийся в 1794 году Иван Грацилевский, происходил из духовного сословия. Окончив в 1817 году философский класс Владимирской духовной семинарии, был зачислен казённым студентом на историко-филологический факультет Главного педагогического института, в феврале 1819 года преобразованного в Петербургский университет. Университетский курс по отделению восточной словесности он окончил кандидатом в 1823 году; специализировался в персидской словесности, был учеником профессоров Ф. Б. Шармуа и М. Д. Топчибашева. Отличные успехи он также демонстрировал на экзаменах по арабскому и латинскому языку. Считался одним из самых даровитых студентов первого университетского выпуска, обещавшим в будущем стать отличным преемником своих наставников. Студентом подготовил рукописное пособие «Опыт персидской грамматики», которое заслужило одобрение молодого О. И. Сенковского и награду в 300 руб.
После выпуска был оставлен при университете для магистерских занятий и преподавания: в 1824—1828 годах — младший преподаватель кафедры персидской словесности; в 1825—1829 — секретарь Училищного комитета. Диссертации однако не подготовил. Отказ талантливых выпускников 1823 года (в том числе Грацилевского) от научных притязаний В. В. Григорьев отчасти связывал с «делом профессоров», инициированным попечителем Д. П. Руничем: «Молодежь эта болезненно поражена была разгромом 1821 года в самой весне жизни».
Помимо университета Грацилевский читал ещё русский язык в Институте глухонемых (1823—1827 гг.), а затем — историю и географию в Петербургской третьей гимназии (1827—1829 гг.).
В 1829 году был командирован попечителем университета в лейб-гвардии Кавказско-горский взвод под командованием Султан-Азамат-Гирея; был там переводчиком и преподавателем русского языка. Для занятий с эскадронными офицерами Грацилевский самостоятельно составил на основе кириллицы алфавит и элементарную грамматику бесписьменного пока черкесского (кабардино-черкесского) языка: эта его заслуга была отмечена в 1830 году бриллиантовым перстнем, по представлению почётного шефа взвода А. Х. Бенкендорфа.
Вернувшись в столицу, Грацилевский занял место учителя латинского языка в Петербургской второй гимназии (1831—1837 гг.), в последний год преподавал ещё во Владимирском училище. Гимназистам запомнился как доброжелательный наставник и отличный методист, умевший «приохотить» их к занятиям латинской и общей грамматикой.
В июне 1837 года Грацилевский был вынужден оставить службу по состоянию здоровья, а 8 (20) февраля 1838 года скончался от чахотки. Похоронен на Смоленском православном кладбище Петербурга.